# 国立病院機構大阪医療センター
独立行政法人国立病院機構大阪医療センター（こくりつびょういんきこうおおさかいりょうセンター）は、大阪市中央区法円坂にある、独立行政法人国立病院機構運営の病院。政策医療分野におけるがん、循環器病の基幹医療施設、成育医療、免疫異常、腎疾患、内分泌・代謝性疾患、感覚器疾患、骨・運動器疾患、血液・造血器疾患、肝疾患の専門医療施設であり、高度総合医療施設である。

## 沿革
当院の前身である大阪第一陸軍病院は、1945年（昭和20年）8月の終戦時には大阪府堺市（現:堺市北区）長曽根町にあった陸軍衛戍地内の一画に所在したが、陸軍衛戍地ごと進駐軍の金岡キャンプとして接収されることとなったため、同年9月に大阪府南河内郡千代田村大字木戸にあった大阪陸軍幼年学校跡（現:河内長野市木戸東町、国立病院機構大阪南医療センターの所在地）へ移転し、同年12月に厚生省へ移管され「国立大阪病院」として発足した。1947年（昭和22年）4月に大阪市東区法円坂町（現:中央区法円坂、現在地）の歩兵第37連隊兵営跡地へ移転した。
1997年（平成9年）1月に厚生省から近畿の防災拠点病院の指定を受けたあと、東京都立川市の国立病院東京災害医療センター（現:国立病院機構災害医療センター）に対する西日本の災害医療センターに位置づけられた。
2003年（平成15年）7月に大阪府貝塚市名越にあった国立療養所千石荘病院と統合し、「国立病院大阪医療センター」と改称。2004年（平成16年）4月の独立行政法人化により、「国立病院機構大阪医療センター」と改称した。
国立大阪病院
- 1945年（昭和20年）
  - 9月 - 大阪第一陸軍病院が大阪府南河内郡千代田村大字木戸へ移転。
  - 12月 - 厚生省（現:厚生労働省）へ移管。「国立大阪病院」として発足。
- 1947年（昭和22年）4月 - 大阪市東区法円坂町（現在地）に移転。移転元は当院の長野分院となる。
- 1951年（昭和26年）8月 - 厚生省の国立基幹病院整備計画に基づき、第一次整備工事が行われる。国立大阪病院の概要が決定する。
- 1957年（昭和32年）10月 - 長野分院が国立河内長野病院として独立（現:国立病院機構大阪南医療センター）。
- 1979年（昭和54年）12月 - 医療技術の高度化、疾病構造の変化に対応し、病院の近代化を図るための第二次整備工事に着手。
- 1981年（昭和56年）3月 - 第一期工事として、外来棟および管理棟（5階）が完成。
- 1985年（昭和60年）3月 - 第二期工事として、病棟部門、中央診療部門、サービス部門（地上12階、地下1階）が完成。
- 1987年（昭和62年）3月 - 第三期工事として、駐車場など周辺整備工事が完了。
- 1989年（平成元年）
  - 3月 - 教育研修棟改修。
  - 4月 - 臨床研究部門を移転。
- 1991年（平成3年）6月 - 地域医療研修センター完成。
- 1995年（平成7年）3月 - 看護師宿舎完成。
- 1996年（平成8年）11月 - 非常用備蓄庫完成。
- 1997年（平成9年）
  - 1月 - 厚生省から近畿の防災拠点病院の指定を受ける。
  - 4月 - エイズ治療の近畿ブロック拠点病院に認定。
- 1998年（平成10年）4月 - 財団法人日本医療機能評価機構に認定される。
- 1999年（平成11年）5月 - 緊急災害医療棟の建設に着手。2001年（平成13年）3月に完成。

国立療養所千石荘病院
- 1940年（昭和15年）4月 - 大阪府泉南郡貝塚町大字名越（現:貝塚市名越）に大阪市立貝塚千石荘病院として開設。
- 1943年（昭和18年）4月 - 日本医療団へ移管。
- 1947年（昭和22年）4月 - 厚生省へ移管。国立療養所千石荘病院となる。

国立病院大阪医療センター
- 2003年（平成15年）7月 - 国立大阪病院と国立療養所千石荘病院を統合し、「国立病院大阪医療センター」と改称（国立療養所千石荘病院は廃止）。

国立病院機構大阪医療センター
- 2004年（平成16年）4月 - 独立行政法人化により、「国立病院機構大阪医療センター」と改称。
- 2009年（平成21年）4月1日 - 大阪府がん診療拠点病院に指定。
- 2010年（平成22年）3月1日 - 地域がん診療連携拠点病院に指定。
- 2013年（平成25年）10月 - 厚生労働省医政局災害医療対策室DMAT事務局の運営開始
- 2015年（平成27年）10月 - 精神病床4床設置

## 診療科等
- 総合内科
  - 内科
  - 腎臓内科
  - 糖尿病内科
  - 血液内科
  - 呼吸器内科
  - 脳卒中内科
- 精神神経科
  - 精神科 - 2020年7月2日現在、専門医師不足のため初診受付を中止している[1]。
    - 摂食障害専門外来 - 栄養療法と精神療法を基本とした専門的治療を行っている[2]。
- 消化器科
  - 消化器内科
  - 肝臓内科
- 循環器科
  - 循環器内科
- 免疫感染症科
  - 感染症内科
- 小児科
- 外科
  - 外科
  - 消化器外科
  - 呼吸器外科
  - 乳腺外科
  - 肛門外科
- 整形外科
- 形成外科
- 脳神経外科
- 心臓血管外科
- 皮膚科
- 産科
- 泌尿器科
- 婦人科
- 眼科
- 耳鼻咽喉科
  - 耳鼻咽喉科
  - 頭頂部外科
- リハビリテーション科
- 放射線科
  - 放射線診断科
  - 放射線治療科
- 麻酔科
- 歯科・口腔外科
- 臨床検査科・病理診断科
- 臨床工学室
- 救命救急センター - 2019年の救急受入実績は、4068件(三次救急(572件,応受率78.1%)、二次救急(3,496件,応受率68.5%))[3]。
- 臨床研究センター
- 臨床研究推進室
- 看護部
- 薬剤部
- 栄養管理部

## 医療機関の認定
（下表の出典）
| 保険医療機関                                   | 労災保険指定病院                       |
| 母体保護法指定医の配置されている医療機関       | 生活保護法指定病院                     |
| 臨床研修病院                                   | 指定自立支援病院（更生医療）           |
| 結核指定病院                                   | がん診療連携拠点病院等                 |
| 指定養育病院                                   | エイズ治療拠点病院                     |
| 指定自立支援病院（育成医療）                   | 原子爆弾被害者医療指定病院             |
| 特定疾患治療研究事業委託医療機関               | 原子爆弾被害者一般疾病医療取扱病院     |
| DPC対象病院                                    | 精神保健指定医の配置されている医療機関 |
| 指定小児慢性特定疾病医療機関                   | 指定自立支援医療機関（精神通院医療）   |
| 身体障害者福祉法指定医の配置されている医療機関 | 戦傷病者特別援護法指定医療機関         |
| 公害医療機関                                   | 地域歯科診療支援病院                   |
| 地域医療支援病院                               |                                        |

- 救急告示病院（二次救急、三次救急）[5]
- 原子力災害拠点病院[6]
- 公益財団法人日本医療機能評価機構認定病院(3rdG:Ver.1.1(5回目,2018年5月11日認定,2023年4月19日認定有効期限))[7]
- このほか、各種法令による指定・認定病院であるとともに、各学会の認定施設でもある。

## 認定専門医人数
（下表の出典）
| 認定医・専門医名           | 人数 | 学会名                                   | 認定医・専門医名           | 人数 | 学会名                                     |
| -------------------------- | ---- | ---------------------------------------- | -------------------------- | ---- | ------------------------------------------ |
| 整形外科専門医             | 13人 | 公益社団法人日本整形外科学会             | 心臓血管外科専門医         | 2人  | 特定非営利活動法人日本血管外科学会         |
| 皮膚科専門医               | 2人  | （社）日本皮膚科学会                     | 心臓血管外科専門医         | 2人  | 特定非営利活動法人日本心臓血管外科学会     |
| 麻酔科専門医               | 11人 | 公益社団法人日本麻酔科学会               | 呼吸器外科専門医           | 2人  | 特定非営利活動法人日本胸部外科学会         |
| 放射線科専門医             | 7人  | 公益社団法人日本医学放射線学会           | 呼吸器外科専門医           | 2人  | 特定非営利活動法人日本呼吸器外科学会       |
| 眼科専門医                 | 6人  | 公益財団法人日本眼科学会                 | 消化器内視鏡専門医         | 9人  | 一般社団法人日本消化器内視鏡学会           |
| 産婦人科専門医             | 8人  | 公益社団法人日本産科婦人科学会           | 小児外科専門医             | 0人  | 特定非営利活動法人日本小児外科学会         |
| 耳鼻咽喉科専門医           | 3人  | 一般社団法人日本耳鼻咽喉科学会           | 神経内科専門医             | 2人  | 一般社団法人日本神経学会                   |
| 泌尿器科専門医             | 4人  | 一般社団法人日本泌尿器科学会             | リウマチ専門医             | 3人  | 一般社団法人日本リウマチ学会               |
| 形成外科専門医             | 1人  | 一般社団法人日本形成外科学会             | 歯周病専門医               | 0人  | 特定非営利活動法人日本歯周病学会           |
| 病理専門医                 | 2人  | 一般社団法人日本病理学会                 | 乳腺専門医                 | 4人  | 一般社団法人日本乳癌学会                   |
| 総合内科専門医             | 21人 | 一般社団法人日本内科学会                 | 臨床遺伝専門医             | 1人  | 一般社団法人日本人類遺伝学会               |
| 外科専門医                 | 21人 | 一般社団法人日本外科学会                 | 漢方専門医                 | 0人  | 一般社団法人日本東洋医学学会               |
| 糖尿病専門医               | 4人  | 一般社団法人日本糖尿病学会               | レーザー専門医             | 0人  | 特定非営利活動法人日本レーザー医学会       |
| 肝臓専門医                 | 12人 | 一般社団法人日本肝臓学会                 | 気管支鏡専門医             | 3人  | 特定非営利活動法人日本呼吸器内視鏡学会     |
| 感染症専門医               | 1人  | 一般社団法人日本感染症学会               | 歯科麻酔専門医             | 0人  | 一般社団法人日本歯科麻酔学会               |
| 救急科専門医               | 13人 | 一般社団法人日本救急医学会               | 小児歯科専門医             | 0人  | 一般社団法人日本小児歯科学会               |
| 血液専門医                 | 2人  | 一般社団法人日本血液学会                 | アレルギー専門医           | 1人  | 一般社団法人日本アレルギー学会             |
| 循環器専門医               | 8人  | 一般社団法人日本循環器学会               | 核医学専門医               | 1人  | 一般社団法人日本核医学会                   |
| 呼吸器専門医               | 6人  | 一般社団法人日本呼吸器学会               | 気管食道科専門医           | 1人  | 特定非営利活動法人日本気管食道科学会       |
| 消化器病専門医             | 13人 | 一般財団法人日本消化器病学会             | 大腸肛門病専門医           | 1人  | 一般社団法人日本大腸肛門病学会             |
| 腎臓専門医                 | 3人  | 一般社団法人日本腎臓学会                 | 婦人科腫瘍専門医           | 2人  | 特定非営利活動法人日本婦人科腫瘍学会       |
| 小児科専門医               | 2人  | 公益社団法人日本小児科学会               | ペインクリニック専門医     | 0人  | 一般社団法人日本ペインクリニック学会       |
| 口腔外科専門医             | 1人  | 公益社団法人日本口腔外科学会             | 熱傷専門医                 | 2人  | 一般社団法人日本熱傷学会                   |
| 内分泌代謝科専門医         | 1人  | 一般社団法人日本内分泌学会               | 脳血管内治療専門医         | 5人  | 特定非営利活動法人日本脳神経血管内治療学会 |
| 消化器外科専門医           | 10人 | 一般社団法人日本消化器外科学会           | がん薬物療法専門医         | 2人  | 特定非営利活動法人日本臨床腫瘍学会         |
| 超音波専門医               | 3人  | 一般社団法人日本超音波医学会             | 周産期（新生児）専門医     | 0人  | 一般社団法人日本周産期・新生児医学会       |
| 細胞診専門医               | 2人  | 公益社団法人日本臨床細胞学会             | 生殖医療専門医             | 0人  | 一般社団法人日本生殖医学会                 |
| 透析専門医                 | 2人  | 一般社団法人日本透析医学会               | 小児神経専門医             | 0人  | 一般社団法人日本小児神経学会               |
| 脳神経外科専門医           | 5人  | 一般社団法人日本脳神経外科学会           | 心療内科専門医             | 0人  | 特定非営利活動法人日本心療内科学会         |
| リハビリテーション科専門医 | 0人  | 公益社団法人日本リハビリテーション医学会 | 一般病院連携精神医学専門医 | 0人  | 一般社団法人日本総合病院精神医学会         |
| 老年病専門医               | 0人  | 一般社団法人日本老年医学会               | 歯科放射線専門医           | 0人  | 特定非営利活動法人日本歯科放射線学会       |
| 心臓血管外科専門医         | 2人  | 特定非営利活動法人日本胸部外科学会       | 精神科専門医               | 3人  | 公益社団法人日本精神神経学会               |

## 交通アクセス
- OsakaMetro谷町線/中央線「谷町四丁目駅」11号出口からすぐ[8]
- 大阪シティバス62号「国立病院大阪医療センター」停留所下車[8]

## 附属機関
- 大阪医療センター附属看護学校 - 同一敷地に所在。

## 不祥事
偽装請負問題
同医療センターが、救急車の運転に当たり請負契約を結んでいた日本道路興運所属の運転手に対し、直接指揮命令を出していたことが、2012年に判明し、大阪労働局は、労働者派遣法に抵触する「偽装請負」であるとして、同センターに改善を求めた。
医療用麻薬の廃棄の隠蔽を指示
同センターで2023年6月に、医療用麻薬が誤廃棄される案件があった。規則上は、注射器内の薬剤が余った時は注射器ごと薬剤部に返却し、誤廃棄の場合は報告する必要があるが、50歳代の女性看護師長はこの規則に反して、誤廃棄した女性看護師に対し、水道水を麻薬の入っていた注射器で吸い上げて薬剤部に返却するよう指示し、30歳代の副看護師長も黙認した。国立病院機構近畿グループは10月に、看護師長と副看護師長を停職の懲戒処分とした。